# Руби, Джек
Дже́йкоб Лео́н Рубинште́йн (англ. Jacob Leon Rubenstein, в 1947 сменил имя на Джек Лео́н Ру́би, англ. Jack Leon Ruby; 25 апреля 1911, Чикаго, США — 3 января 1967, Даллас, США) — владелец ночного клуба в Далласе, широко известный тем, что 24 ноября 1963 года застрелил в полицейском участке Ли Харви Освальда, задержанного по подозрению в убийстве президента США Джона Кеннеди. Был приговорён к смертной казни. Приговор был оспорен. Скончался в 1967 году от рака лёгких.
Руби был связан с руководителями организованной преступности, поэтому сторонники теории заговора считают, что убийство Освальда входит в часть заговора, связанного с убийством Кеннеди. Это мнение оспаривается утверждением, что связь Руби с бандитами была минимальной и что он был не из тех, кого могли использовать при таком высоком уровне конспирации. Однако в рассекреченных архивах по делу об убийстве 35-го президента США есть документ с показаниями информатора ФБР, который рассказал следствию, что за несколько часов до убийства главы государства с ним связался Джек Руби и предложил ему сходить на президентский парад и «посмотреть фейерверки» на пути следования кортежа лидера.

## Ранняя жизнь и карьера
Джейкоб Леон Рубинштейн родился в Чикаго, в семье Джозефа Рубинштейна и Фанни Рутковски (или Роковски), польских евреев из г. Соколова, Царства Польского Российской империи. Джейкоб был пятым из десяти выживших детей. Родители Джейкоба часто проявляли насилие по отношению друг к другу и часто расставались. Мать Руби в конечном итоге была помещена в психиатрическую больницу. Его трудное детство и юность отмечены преступной деятельностью. Он провел много времени в приемных семьях. В 11 лет в 1922 году его арестовали за прогул школы. В конце концов Руби так часто прогуливал школу, что ему приходилось проводить время в Институте исследований несовершеннолетних. В молодости он продавал брошюры с рекомендациями по скачкам и различные новинки, впоследствии работал деловым агентом местного профсоюза сборщиков мусора, который позже стал частью Международного братства водителей
С раннего детства Руби имел прозвище «Спарки». Его сестра, Ева Грант, сказала, что он получил это прозвище, потому что напоминал тихоходную лошадь по имени «Свеча зажигания» или «Спарки» из современного комикса «Барни Google» («Свеча зажигания» дебютировала как персонаж ленты в 1922 году, когда Руби было 11 лет.). Другие источники говорят, что это имя было дано из-за его вспыльчивого характера. Руби не нравилось прозвище Спарки, и он был готов драться с любым, кто его так называл. В 1940-х годах Руби часто посещал гоночные трассы в Иллинойсе и Калифорнии. Он был призван в 1943 году и служил в ВВС США во время Второй мировой войны, работая авиамехаником на базах США до 1946 года. Он имел почетный послужной список и был повышен до рядового первого класса. После окончания службы в 1946 году, Руби вернулся в Чикаго.
В 1947 году Руби переехал в Даллас, предположительно из-за провала торговых сделок в Чикаго и для того, чтобы помочь управлять ночным клубом своей сестры. Вскоре после этого он и его братья сократили свои фамилии с Рубинштейна на Руби. Заявленная причина заключалась в том, что имя «Рубинштейн» было слишком длинным и что он был «хорошо известен» как Джек Руби. Позже Руби стал руководить различными ночными клубами, стриптиз-клубами и танцевальными залами. Он установил тесные связи со многими полицейскими Далласа, которые часто посещали его ночные клубы, где он предоставлял им бесплатные спиртные напитки, проституток и другие услуги.

## Связь с организованной преступностью
Установлено, что Руби был знаком и с полицией, и с итальянской мафией. Специальный комитет по терроризму установил, что Руби был знаком с рестораторами Сэмом (1920—1970) и Джозефом Кампизи (1918—1990) с 1947 года и часто с ними встречался.
Кроме того, расследование связей Руби с организованной преступностью Далласа, предпринятое Службой общественного вещания Frontline, установило, что в 1963 году Сэм и Джо Кампизи были ведущими фигурами преступного мира Далласа. Джек знал Кампизи, и его часто с ними видели. Кампизи были лейтенантами (чин в иерархии итальянской мафии) Карлоса Марчелло, босса мафии, который говорил об убийстве президента.
Накануне убийства Кеннеди Руби отправился в ресторан Джо Кампизи. Руби был достаточно близок к Кампизи и попросил их прийти к нему после того, как он был арестован за убийство Ли Освальда.
В своих мемуарах «Сплочённые честью: История мафиози» (англ. Bound by Honor: A Mafioso’s Story), Билл Бонанно, сын босса нью-йоркской мафии Джозефа Бонанно, объясняет, что у нескольких семей мафии были давние связи с Кубой через казино Гаваны, которыми управляла мафия до Кубинской революции. Многие кубинские эмигранты и боссы мафии не любили Кеннеди, считая его ответственным за неудачную операцию в заливе Свиней. Кроме того, они не любили его брата, генерального прокурора Роберта Кеннеди, который вёл беспрецедентную борьбу с организованной преступностью.
Мафия являлась специалистом по убийствам, и Бонанно пишет, что он понял степень участия мафии, когда он стал свидетелем убийства Освальда по телевизору. Бонанно считал Руби партнёром чикагского гангстера Сэма Джанкана.
Говард П. Уилленс, третье высшее должностное лицо министерства юстиции США и помощник адвоката Дж. Ли Рэнкин, разработавшие организационную структуру Комиссии Уоррена, изложили свои следственные приоритеты, и прекратили расследование кубинских связей Руби. В отчете ФБР говорится, что отец Уилленса был соседом Тони Аккардо с 1958 года.
За четыре года до убийства президента Кеннеди Руби познакомился с Льюисом Маквиллом на Кубе. Руби считал Маквилла владельцем незаконных игорных заведений в Техасе. В то время, когда Руби посетил его в августе 1959 года, МакВилл курировал игорную деятельность в клубе «Тропикана», в Гаване. Руби рассказал комиссии Уоррена, что его поездка в августе на Кубу была просто дружеским визитом по приглашению Маквилла. Специальный Комитет по терроризму позже сделал вывод, что Руби скорее всего служил в качестве курьера. Кроме того, комитет обнаружил косвенные доказательства того, что Руби встречался с боссом мафии Санто Траффиканте на Кубе в 1959 году.
Примерно через час после того как президент Кеннеди был застрелен, корреспондент Белого дома Сет Кантор (который ехал в президентском кортеже) прибыл в больницу, где Кеннеди оказывали медицинскую помощь. Когда Кантор входил в больницу, он почувствовал что его кто-то дергает за пальто. Он обернулся, и увидел Руби, назвал его по имени и пожал ему руку. (Кантор познакомился с Руби, когда Кантор был репортёром газеты Dallas Times Herald). Руби предложил Кантору закрыть ночные клубы в течение ближайших трёх ночей из-за трагедии, на что Кантор ответил, что считает это хорошей идеей. Было высказано предположение, что Руби, находясь в больнице, возможно, принимал участие в фальсификации доказательств. Руби позже отрицал, что он был в больнице, и Комиссия Уоррена решила поверить Руби, а не Кантору.
Свидетель Вильма Тайс также сказала, что видела Джека Руби в больнице в то время, когда там находился Кеннеди. Будучи вызванной для дачи показаний комиссии Уоррена, Тайс сказала, что она получила анонимный звонок от человека, и ей были предложены деньги, чтобы она «держала язык за зубами».

## Убийство Ли Харви Освальда
Руби (также известный по боксёрскому прозвищу «Спарки») был неоднократно замечен в штаб-квартире полиции Далласа после ареста Ли Харви Освальда 22 ноября 1963 года. На кадрах кинохроники от WFAA-TV и NBC видно, что Руби выдаёт себя за газетного репортёра во время пресс-конференции в штаб-квартире полиции Далласа в ночь убийства. Окружной прокурор Генри Уэйд во время брифинга для журналистов на пресс-конференции сказал, что Ли Освальд был членом комитета «Свободная Куба» — организации, чья деятельность была направлена против режима Кастро. Руби поправил Уэйда, сказал: «Генри, это комитет „Честная игра для Кубы“» (организация, выступавшая за режим Кастро). Высказывались предположения о том, что Руби, возможно, надеялся убить Освальда ночью во время пресс-конференции в полиции. Через месяц после своего ареста Руби рассказал ФБР, что у него во время пресс-конференции был с собой заряженный револьвер Colt Cobra.
Через два дня, в воскресенье 24 ноября, Руби пошёл в находящуюся рядом штаб-квартиру полиции и пробрался в подвал. В 11:21 — в то время как Освальда вели в бронированный автомобиль, чтобы перевести в окружную тюрьму — Руби вышел из толпы репортёров и выстрелил из револьвера в живот Освальда, смертельно ранив его. Перевод Освальда показывался в прямом эфире, и миллионы телезрителей стали свидетелями случившегося. Существует ряд доказательств, что Руби действовал самостоятельно, по собственной инициативе, так как он оставил свою любимую собаку, Шеба, в машине перед нападением на Освальда.
Тем не менее Специальный комитет по терроризму в 1979 году в заключительном отчёте высказал мнение:

…Стрельба Руби в Освальда не была спонтанным актом, в том, что он делал, есть, по крайней мере, некоторая преднамеренность. Кроме того, комитет считает, что маловероятно, что Руби вошёл в подвал полиции без посторонней помощи, хотя помощь могла быть предоставлена без какой-либо информации о намерениях Руби… Комитет беспокоят, по-видимому, незапертые двери по маршруту и удаление охранников с территории гаража и с ближайшей лестницы незадолго до стрельбы… Существует также свидетельство того, что департамент полиции Далласа скрывает соответствующую информацию от Комиссии Уоррена, касающуюся доступа Руби на место перевода Освальда.
Оригинальный текст (англ.)…Ruby's shooting of Oswald was not a spontaneous act, in that it involved at least some premeditation. Similarly, the committee believed it was less likely that Ruby entered the police basement without assistance, even though the assistance may have been provided with no knowledge of Ruby's intentions… The committee was troubled by the apparently unlocked doors along the stairway route and the removal of security guards from the area of the garage nearest the stairway shortly before the shooting… There is also evidence that the Dallas Police Department withheld relevant information from the Warren Commission concerning Ruby's entry to the scene of the Oswald transfer.
— HSCA Final Assassinations Report
Когда Руби был арестован сразу же после убийства, он сказал, что он помог городу Далласу «оправдать» себя в глазах общественности, и что не жалеет о смерти Освальда, и сделал это для того, чтобы избавить госпожу Кеннеди от необходимости выступать свидетелем на процессе по убийству президента. Руби сказал, что перед стрельбой он принимал стимулятор центральной нервной системы — фенметразин.
Объяснение Руби убийства Освальда признано Специальным Комитетом по терроризму «…как сфабрикованные правовые уловки». В частной записке к одному из своих адвокатов, Джозефу Тонхэйлу, Руби писал: «Джо, вы должны знать это. Том Ховард [первый адвокат Руби] сказал, чтобы я сказал, что я стрелял в Освальда, чтобы Кэролайн и миссис Кеннеди не нужно было бы приезжать в Даллас для дачи показаний. ОК?». Уловку Руби подтвердил адвокат Мелвин Белли. В своей книге «Правосудие Далласа» Белли писал, что Руби сказал ему: «Мы знаем, что я сделал это для Джеки и детей… Может быть, я должен забыть эту глупую историю, что я рассказываю, остановиться и сказать правду».
Другой мотив был выяснен Фрэнком Шираном в беседе с профсоюзным лидером Джимми Хоффа. В ходе беседы Хоффа заявил, что задачей Руби была координация полицейских, лояльных к Руби, которые должны были убить Освальда, когда он был у них под стражей. Руби, очевидно, неправильно понял операцию: ему дали выбор, закончить работу самому или сохранить Освальду жизнь.
Однако сторонники конспиративных теорий полагают, что устранение Освальда было частью плана покушения на президента.
Руби признали виновным в убийстве и приговорили к смертной казни, однако решение суда было оспорено. Через четыре года после этого он скончался от рака.
В 2017 году вышла статья CBS News о покушении на Джона Кеннеди. Согласно опубликованным Национальным архивом США информации, следует, что человек, застреливший единственного подозреваемого в этом преступлении, мог заранее знать о готовящейся атаке на президента. За несколько часов до убийства Кеннеди, утром 22 ноября 1963 года, Руби общался с информатором ФБР, которого в документах называют Боб Вандерслайс. "Информатор заявил, что в день убийства Кеннеди, Руби вышел с ним на связь и спросил, не хотел бы он «посмотреть фейерверки», — говорится в записях ФБР. Вандерслайс был вместе с Джеком Руби и стоял на углу здания почты лицом к Техасскому школьному книгохранилищу, когда началась стрельба. Сразу после выстрелов Руби ушёл и отправился в сторону здания Dallas Morning News. По неизвестной причине эти показания были переданы ФБР лишь в апреле 1977 года, через 14 лет после убийства Кеннеди. Вандерслайс заявил, что до покушения на президента почти не был знаком с Руби, однако позже имел возможность узнать его лучше, поскольку сидел с ним вместе в окружной тюрьме Далласа.

## Расследование и суд
Руби попросил адвоката Тома Ховарда представлять свои интересы. Ховард принял предложение. Позже Руби заменил Ховарда на известного адвоката из Сан-Франциско Мелвина Белли, который согласился представлять Руби на общественных началах. Некоторые наблюдатели считали, что дело могло бы быть рассмотрено как «убийство без злого умысла» со сроком лишения свободы до пяти лет. Белли пытался доказать, однако, что Руби был неадекватен, и у него в семье были случаи психических заболеваний (последнее верно, так как его мать около года провела в психиатрической больнице). 14 марта 1964 года Руби был признан виновным в преднамеренном убийстве, за которое был вынесен смертный приговор.
В течение шести месяцев после убийства Кеннеди Руби неоднократно устно и в письменном виде просил о разговоре с членами комиссии Уоррена. Комиссия изначально не проявляла интереса. Лишь после того как сестра Руби Эйлин написала комиссии несколько писем, ставших достоянием общественности, члены комиссии Уоррена согласились поговорить с Руби. В июне 1964 года главный судья Эрл Уоррен, тогдашний представитель Джеральда Форда в штате Мичиган, и другие члены комиссии отправились в Даллас, чтобы встретиться с Руби. Руби несколько раз просил Уоррена, чтобы его отвезли в Вашингтон, утверждая, что его жизнь здесь в опасности, и что он хотел иметь возможность сделать дополнительное заявление. Он также добавил: «Я хочу сказать правду, но я не могу сказать это здесь». Уоррен сказал Руби, что он не в состоянии выполнить его просьбу, потому что многие правовые барьеры должны быть сломаны и общественный интерес к ситуации был бы слишком высоким. Уоррен также сказал Руби, что комиссия не может защитить его, поскольку она не имеет полномочий полиции. Руби сказал, что хочет убедить президента Линдона Джонсона, что он не участвовал в заговоре с целью убийства Кеннеди.
Руби умер от эмболии легочной артерии, вторичной по отношению к раку лёгких, 3 января 1967 года в той самой больнице, где умер Освальд и где президент Кеннеди был объявлен мёртвым после его убийства. Он был похоронен рядом с родителями в округе Норридж Чикаго, штат Иллинойс. Учитывая сравнительно короткий период времени между моментом убийства и его смертью, было подозрение, что Руби знал о конечной стадии рака в момент убийства. Сторонники же теории заговора считают, что Руби был устранён как опасный свидетель.

## Критика конспирологической версии
Некоторые исследователи, в том числе бывший окружной прокурор Лос-Анджелеса Винсент Буглиози, считали связи Руби с организованной преступностью в лучшем случае минимальными. Александр Билл, занимавшийся расследованием убийства Освальда, отверг любые предположения, что Руби был связан с заговором и с организованной преступностью, заявив, что теория заговора основана на том, что «А знал B и Руби знал B в 1950 году, так что он должен был знать и тех, кто мог составить заговор». Брат Руби, Эрл опроверг утверждения, что Джек был связан с рэкетом ночных клубов Чикаго, а писатель Джеральд Познер предположил, что Руби, возможно, спутали с осуждённым в Чикаго уголовником Гарри Рубинштейном.